# هوفمان-لا روش

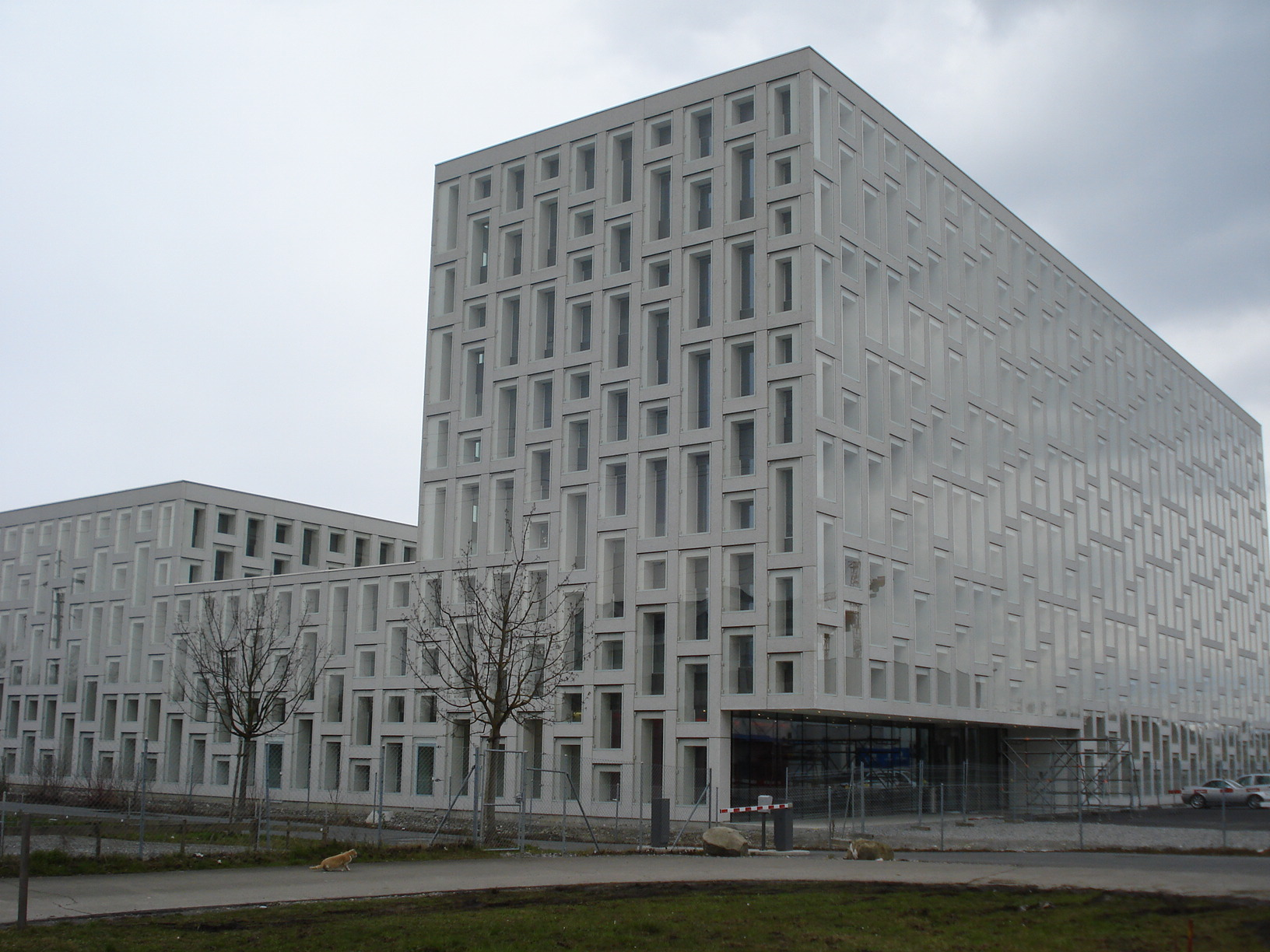
ساختمان مرکزی شرکت در شهر بازل

هوفمان-لا روش آگ (به آلمانی: Hoffmann-La Roche AG) که بیشتر به‌اختصار روش (به آلمانی: Roche) خوانده می‌شود، شرکت داروسازی چندملیتی سوئیسی است، که محصولات تولید شده خود را، از طریق دو شرکت تابعه صنایع داروسازی روش و شرکت روش دیاگنوستیکس، به سراسر جهان، عرضه می‌نماید. این شرکت، از طریق یکی دیگر از شرکت‌های زیرمجموعه‌اش، بنام شرکت روش هلدینگ، دارای سهام در بازار بورس سیکس سوئیس می‌باشد.
درآمد شرکت هوفمان-لا روش در طول سال مالی ۲۰۱۰ میلادی، معادل ۴۷٫۴۹ میلیارد فرانک بوده است.
این شرکت در سال ۱۸۹۶ توسط فریتز هوفمان-لا روش تأسیس شد. نوادگان مؤسس این شرکت، یعنی خانواده هوفمان با مشارکت خانواده اوئری، کمی بیش از نیمی از سهام این شرکت را در اختیار دارند، همچنین شرکت سوئیسی نوارتیس نیز، مالک ۳۰٪ درصد از سهام هوفمان-لا روش می‌باشد. شرکت هوفمان-لا روش یکی از اعضای ثابت فدراسیون صنایع دارویی اروپا محسوب می‌شود.

## تاریخچه
در سال ۱۸۹۶ فردی به نام فریتز هوفمان-لا روش، شرکتی را در شهر بازل سوئیس با نام هوفمان-لا روش تأسیس کرد. لا روش؛ نام‌خانوادگی همسر هوفمان بود و نام این شرکت، از ترکیب این دو نام، تشکیل شده است. بخش دارویی هوفمان-لا روش با بیش از ۳۰ هزار کارمند، هسته اصلی فعالیت‌های این شرکت را تشکیل می‌دهد و نیمی از درآمد شرکت، از فروش محصولات دارویی تأمین می‌شود.
مؤسسین شرکت هوفمان-لا روش از همان ابتدا پایه کار را، برمبنای نوآوری و جهانی شدن، بنا نموده‌اند. این شرکت، دارای ۵ مرکز بزرگ پژوهشی در ایالات متحده آمریکا و اروپا است.
شرکت هوفمان-لا روش، در طول دوران حیات خود، به عنوان یکی از بزرگ‌ترین شرکت‌های داروسازی جهان، داروهای بسیاری تولید و ارائه نموده است. به عنوان نمونه؛ می‌توان به داروی درمان بیماری ایدز اشاره کرد. این شرکت همچنین دارویی به نام «ریمیفون» تولید کرده، که به علت اثرات مثبت در درمان سل، به «داروی اعجاب‌انگیز» معروف شده است. دو داروی بسیار معروف دیگر هوفمان-لا روش که به ترتیب در دهه‌های ۱۹۴۰ و ۱۹۵۰ عرضه شدند، والیوم و لیبریوم هستند.
شهرت این شرکت در اواسط دهه ۱۹۷۰ به شدت صدمه خورد. دلیل آن، نشت یک ماده شیمیایی سمی، به‌نام تی‌سی‌دی‌دی از یک کارخانه وابسته به هوفمان-لا روش در شهرک کوچکی در ایتالیا و مسمومیت هفتصد نفر از اهالی محلی بود. شرکت هوفمان-لا روش در سال ۱۹۸۰ پس از تشخیص قطعی ۱۳۶ مورد ابتلا به بیماری پوستی در افراد مسموم شده، محکوم به پرداخت ۱۱۴ میلیون دلار، غرامت به افراد آسیب دیده شد. در سال ۱۹۹۹ نیز دیوان عالی ایالات متحده آمریکا شرکت هوفمان-لا روش را، همراه با سایر تولیدکننده‌های ویتامین به علت تبانی جهت حفظ قیمت در سطح بالا برای مدت ۹ سال محکوم و ملزم به پرداخت ۵۰۰ میلیون دلار جریمه کرد.
هوفمان-لا روش در دهه ۱۹۹۰ مهارکننده پروتزی با نام اینورس را تولید کرد، که در درمان ایدز به کار گرفته شد. سلسپت و زناپاکس نیز، که در پیشگیری از رد شدن پیوند تجویز می‌شدند، از آخرین محصولات عرضه شده توسط هوفمان-لا روش در قرن گذشته بودند.
در سال ۲۰۰۶ و با شیوع آنفلوانزا نوع آ و ب، شرکت هوفمان-لا روش داروی خوراکی «تامی‌فلو» که بنا به تأیید سازمان اف‌دی‌ای از بروز این بیماری در افراد بالای یک سال جلوگیری می‌کرد را تولید نمود. در آن سال شرکت هوفمان-لا روش اعلام کرد، که ۳ میلیون بسته از ۵ میلیون بسته‌ای که اداره مواد غذایی و دارویی ایالات متحده آمریکا نیاز داشت را، در اختیار دارد و می‌تواند در عرض ۲۴ ساعت، این دارو را در تمام نقاط جهان تحویل دهد.
شهرت اصلی هوفمان-لا روش، به دلیل تولید صنعتی ویتامین‌هایی از قبیل آ، سی و ای بوده، که برای اولین بار توسط این شرکت اجرا شده است.
شرکت هوفمان-لا روش در زمینه خود درمانی، از شرکت‌های رده اول اروپا با همکاری آمریکای لاتین و آسیا محسوب می‌شود و اخیراً با همکاری شرکت بایر آلمان، به بازار نیز راه‌یافته است.
دفتر مرکزی این شرکت در شهر بازل واقع شده و دفاتر بین‌المللی آن، عبارتند از: نیوجرسی، پالو آلتو، کالیفرنیا، پلیزانتون، برانچبورگ، فیشرز، ایندیانا، فلورانس، کارولینای جنوبی، بولدر، کلرادو و پورتوریکو در ایالات متحده آمریکا، ولوین گاردن سیتی و برگس هیل در انگلستان، کلرکسل در ایرلند، مانهایم و پنزبرگ در آلمان، میسیساگا و لاوال در کانادا و شانگهای چین.
این شرکت در آینده‌ای نزدیک، در موقعیت بسیار خوبی قرار خواهد گرفت، زیرا در اواسط دهه ۱۹۹۰ میلادی، دو تصمیم آینده‌نگرانه توسط گروه مدیریتی آن اتخاذ شد. این دو تصمیم شامل ارائه مواد بیولوژیک (مانند آنتی‌بادیها) و مواد تشخیصی به‌صورت عمده بود. علت این تصمیم‌گیری آن بود، که چند سال پیش مدیران شرکت پیش‌بینی می‌کردند که این موارد، رشد چشمگیری در آینده صنعت داروسازی خواهند داشت و در حقیقت، امروز شرکت هوفمان-لا روش از تصمیمات صحیح خود در گذشته، استفاده می‌کند.

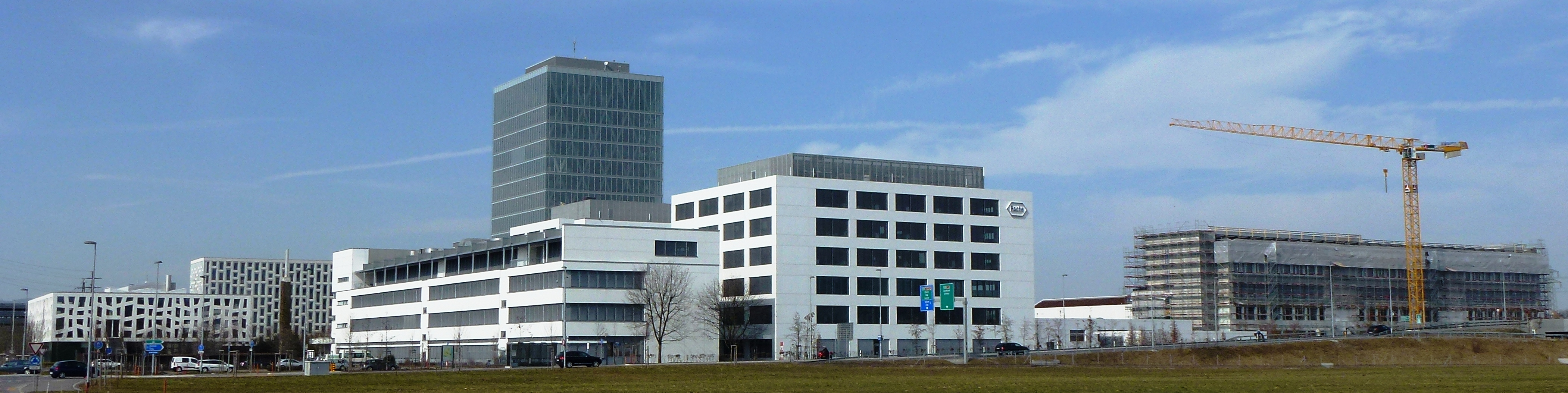
مرکز پژوهشی هوفمان لاروش، در سوئیس

## سازمان
هوفمان-لا روش به عنوان یک مؤسسه درمانی بین‌المللی، از دو قسمت دارویی و تشخیص بیماری در نقاط مختلف جهان فعالیت می‌کند. سهام کمپانی هوفمان-لا روش، از طریق شرکت تابعه روش هلدینگ در بازار بورس اوراق بهادار سیکس سوئیس دادوستد می‌شود.
هوفمان-لا روش که بیش از ۸۰ هزار کارمند در سرتاسر جهان دارد، در سال ۲۰۱۱ میلادی درآمدی بالغ بر ۴۵ میلیارد دلار داشته است.
کمپانی هوفمان-لا روش، مالک شرکت زیست‌فناوری آمریکایی جننتک، شرکت زیست‌فناوری ژاپنی چوگای و شرکت ونتانا در آریزونا بوده و زیرمجموعه‌های پرشماری نیز در کشورهای آسیای شرقی دارد.

## سهامداران
نوادگان مؤسس این شرکت، یعنی خانواده هافمن با مشارکت خانواده اوئری، کمی بیش از نیمی از سهام شرکت هوفمان-لا روش را، در اختیار دارند،
همچنین شرکت داروسازی سوئیسی نوارتیس نیز، مالک یک سوم از سهام هوفمان-لا روش می‌باشد.

## شعبه‌ها و دفاتر مرکزی
دفتر مرکزی شرکت هوفمان-لا روش، در شهر بازل، سوئیس قرار دارد. این شرکت، دارای مراکز و سایت‌های دارویی و تشخیصی بسیاری در سراسر جهان است.
شهرهایی که شعبه‌های بین‌المللی هوفمان-لا روش، در آن‌ها مستقر می‌باشند، عبارتند از:
- ایالات متحده آمریکا:
  - ناتلی، نیوجرسی
  - پلیزانتون، کالیفرنیا
  - برانچبورگ، نیوجرسی
  - ایندیاناپولیس
  - فلرنس، کارولینای جنوبی
- پورتوریکو:
  - پونکه
- بریتانیا:
  - ولواین گاردن سیتی
  - بورگاس هیل
- ایرلند:
  - کلیرکستل
- آلمان:
  - مانهایم
  - پنتزبرگ
- کانادا:
  - لاوال، کبک
- چین:
  - شانگهای
- هند:
  - بمبئی
  - حیدرآباد
- برزیل:
  - ریو د ژانیرو
- ایتالیا:
  - تورین
  - میلان
- پاکستان:
  - کراچی
  - اسلام‌آباد
  - لاهور

## مدیریت ارشد

### مدیر عامل اجرایی
اکنون اقتصاددان اتریشی؛ سورین شوان مدیر عامل اجرایی شرکت هوفمان-لا روش می‌باشد. شوان از سال ۱۹۹۳ به عضویت این شرکت درآمد و مدیریت را از سطوح پایین شرکت آغاز نمود. وی در سال ۲۰۰۶ به ریاست داروخانه‌های هوفمان-لا روش انتخاب شد. سپس در سال ۲۰۰۸ مدیرعامل روش کورپوریشن گردید و سرانجام در سال ۲۰۱۳ از سوی هیئت مدیره این شرکت به مدیرعاملی آن منصوب شد.

### رئیس هیئت مدیره
کریستوف فرانتس، کارآفرین آلمانی، از ماه مه ۲۰۱۴ ریاست هیئت مدیره شرکت هوفمان-لا روش را برعهده دارد.
فرانتس پیشینه مدیریتی درخشانی را در صنعت هوانوردی دارا می‌باشد. وی در فاصله سال‌های ۱۹۹۴ تا ۲۰۰۴ مدیر عامل شرکت دویچه بان بود و از ۲۰۰۴ تا ۲۰۰۹ نیز به‌عنوان مدیرعامل سوئیس اینترنشنال ایرلاینز فعالیت می‌کرد. فرانتس از ژانویه ۲۰۱۱ نیز مدیر عامل اجرایی شرکت هواپیمایی لوفت‌هانزا فعالیت نموده است.